# Časopis

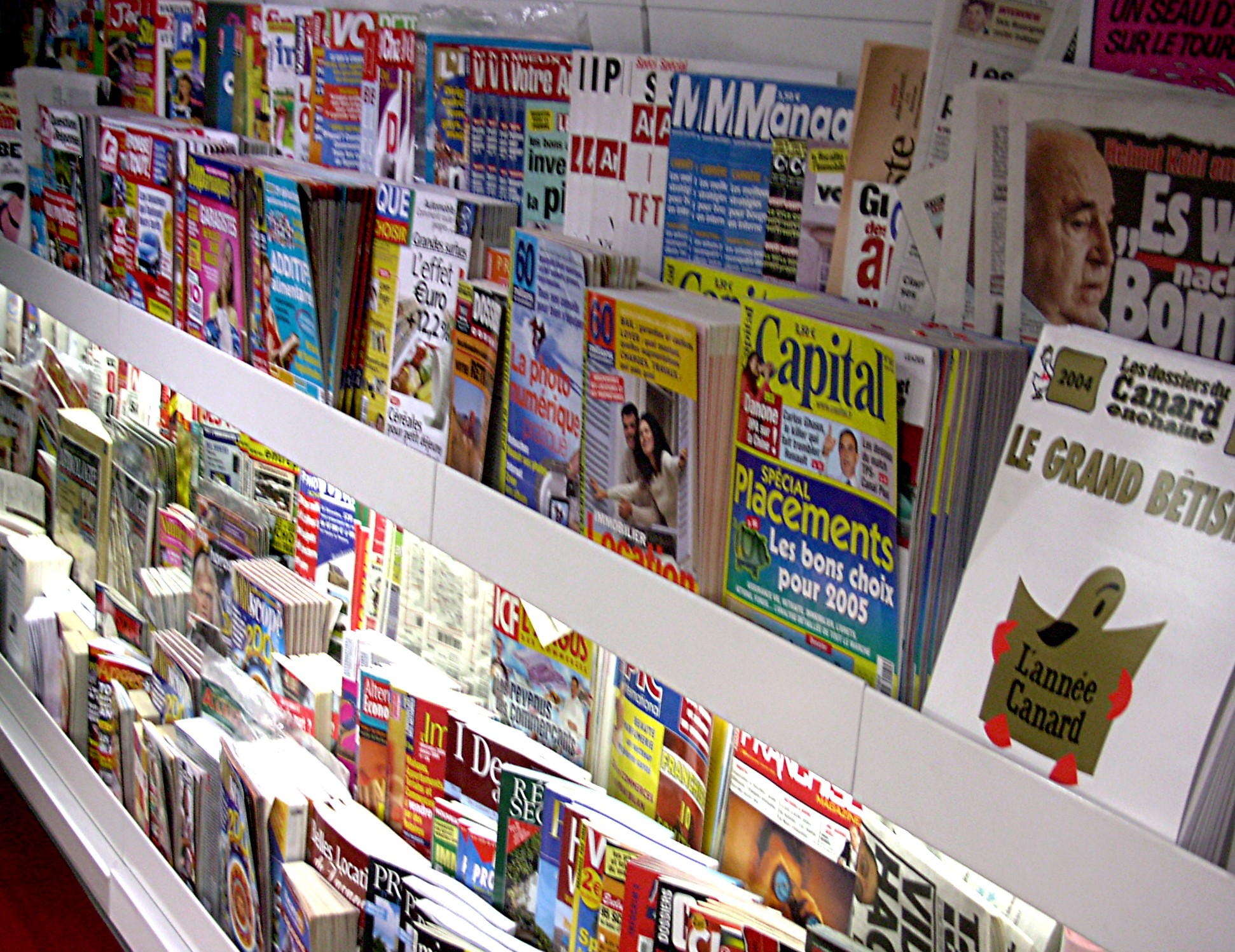
Časopisy ve francouzském knihkupectví (2004)

Časopis je periodická publikace (opakovaně vycházející tiskovina) určená pro skupinu čtenářů, kteří mají určitý společný zájem nebo více takových zájmů. Od deníků se odlišují především uvedeným cílenějším zaměřením na užší skupinu čtenářů a tím, že vycházejí méně často (týdně, měsíčně, čtvrtletně...), avšak vícekrát za období jednoho roku. Mívají vyšší cenu, menší formát a většinou vyšší počet stran a lepší grafickou úpravu.

## Nejstarší časopisy

### Ve světě
V informaci, které byly nejstarší časopisy, se zdroje liší. Za nejstarší německy psaný časopis je považováno periodikum Rorschacher Monatsschrift které vyšlo poprvé v roce 1597 v Rorschachu u Bodamského jezera. Ve Francii se jednalo o Journal des sçavans tištěný v Paříži od ledna 1665 a v Anglii Philosophical Transactions of the Royal Society, které začaly vycházet v Londýně v témže roce.
Podle jiných zdrojů je za nejstarší časopis považován německý Erbauliche Monaths Unterredungen, který poprvé vyšel v roce 1663; francouzské zdroje považují za rok vydání prvních časopisů 1605, kdy ve Štrasburku vyšly Les Nouvelles d'Anvers a Communication de toutes histoires importantes et mémorables.

### Nejstarší české časopisy
Jako nejstarší český časopis bývá mylně (zjednodušeně) uváděn dnešní týdeník Květy, který začal od roku 1834 vydávat Josef Kajetán Tyl. Česká periodika nesoucí slovo časopis ve svém názvu však vycházely i před rokem 1834. Jedná se jmenovitě o:
- Čechoslaw, národnj časopis k užitku a kratochwjli, vydával Václav Rodomil Kramerius v letech 1820–1825[4]
- Hyllos, časopis, který vydával Karel Eduard Rainold v letech 1819–1822 německy pod názvem Hyllos: vermischte Aufsätze, belehrenden und unterhaltenden Inhalts, mit Kupfern, Karten und Musikalien a česky v letech 1820–1821 jako Hyllos : národnj časopis povčugjcýho a obweselugjcýho obsahu s kvalitními grafickými přílohami
- Časopis Společnosti wlastenského museum w Čechách byl vydáván v letech 1827–1830[5]

Týdeníku Květy přísluší proto označení nejdéle vydávaný český časopis.

## Náklady časopisů a rozvoj elektronické komunikace
V souvislosti s rozvojem internetu a elektronických publikací bojuje řada tištěných časopisů (včetně významných titulů) o přežití. Přesto některé tituly nadále vycházejí v obrovských nákladech. Mezi nejprodávanější patří americké lifestylové časopisy, které mají náklad od 4 do 23 milionů výtisků (v různých jazykových mutacích).
Za časopisy s vůbec největším nákladem jsou paradoxně považovány nekomerční magazíny Awake! a The Watchtower (u obou celkový náklad jednotlivých jazykových mutací okolo 45 milionů výtisků), které vydávají svědkové Jehovovi.

## Členění dle obsahového zaměření

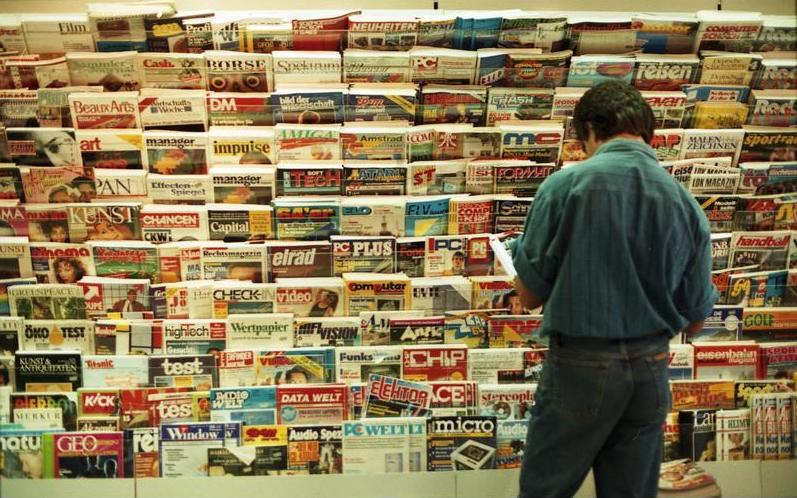
Prodej časopisů v Německu (1988)

- školní časopisy
- časopisy pro děti
- časopisy pro mládež
- časopisy pro ženy
- časopisy pro muže
- časopisy o počítačích
- erotické a pornografické časopisy
- sportovní časopisy
- motoristické časopisy
- společenské časopisy
- lifestylové časopisy
- inzertní a promo časopisy
- hobby časopisy
- literární časopisy
- sci-fi a fantasy časopisy
- zpravodajské časopisy
- vědecké časopisy
- filmové časopisy
- časopisy o kultuře
- časopisy o turistice